# 戴名清
戴名清（1967年10月—2020年5月2日）是一位中国企业家，张家界旅游集团前董事长。

## 生平
1967年出生于湖南慈利，2020年5月2日凌晨在永定区官黎坪办事处邢大公路高架桥坠落，经确认其已无生命特征。据公安机关初步判断系生前高坠死亡，暂无证据证实他杀。